# Клетський
Клетський (рос. Клетский) — хутір у Середньоахтубінському районі Волгоградської області Російської Федерації.
Населення становить 1666  осіб. Входить до складу муніципального утворення Клетське сільське поселення.

## Історія
Хутір розташований у межах українського історичного та культурного регіону Жовтий Клин.
Населений пункт заснований 1919 року.
Згідно із законом від 5 квітня 2005 року № 1040-ОД органом місцевого самоврядування є Клетське сільське поселення.

## Населення
| 1970 | 1979  | 1989  | 2010  |
| ---- | ----- | ----- | ----- |
| 4673 | ↗4796 | ↗5126 | ↘1666 |